# Anthranilsäure
Anthranilsäure (2-Aminobenzoesäure, o-Aminobenzoesäure) ist eine aromatische, farblose bis blassgelbe, blau fluoreszierende Carbonsäure, die als Zwischenprodukt für Farbstoffe, Pharmazeutika, Kosmetika, fotografische Chemikalien und Feinchemikalien, Schmierstoffadditive und Korrosionsschutzmittel verwendet wird. Sie wurde 1841 von Carl Julius Fritzsche (1808–1871) beim alkalischen Abbau von Indigo entdeckt. Die Salze (Carboxylate) und Ester der Anthranilsäure werden als Anthranilate bezeichnet.
Neben der Anthranilsäure existieren zwei weitere stellungsisomere Formen: die 3-Aminobenzoesäure (m-Aminobenzoesäure) und die 4-Aminobenzoesäure (p-Aminobenzoesäure).

## Gewinnung und Darstellung
Eine technische Herstellung von Anthranilsäure erfolgt durch eine Hofmann-Umlagerung von Phthalimid in Gegenwart von Natriumhydroxid und Natriumhypochlorit.
Bei einem anderen Herstellungsverfahren wird 2-Nitrotoluol einer intramolekularen Redoxreaktion unterworfen.

## Verwendung
Anthranilsäure dient weiterhin als Ausgangsstoff für die Synthese von Anthranilsäurederivaten, die wegen ihrer Ähnlichkeit zur Salicylsäure als Nichtopioid-Analgetika genutzt werden. Anthranilsäure selbst hat diese Wirkung nicht. Die Ausfuhr des Stoffes aus Deutschland ist teilweise erlaubnispflichtig (siehe Grundstoffüberwachungsgesetz), da er als Ausgangsstoff für süchtigmachende Substanzen (unter anderem Ketamin und Methaqualon) dienen kann.
Anthranilsäure spielt heute als Ausgangsmaterial für die Synthese der als Riechstoffe bedeutenden Anthranilsäureester und von Indigo sowie von Arzneistoffen und Pflanzenschutzmitteln (Akarizide) eine wichtige Rolle. Anthranilsäure kann zur Bestimmung und zum Nachweis von Ag, Cd, Ce, Co, Cu, Hg, Mn, Ni, Pb, Pd, U und Zn genutzt werden.
Anthranilsäure ist auch Ausgangsstoff für die Herstellung von Methylrot, eines Azofarbstoffs, dessen Natriumsalz als Säure-Base-Indikator eingesetzt wird. Dazu wird die Aminogruppe der Anthranilsäure mit Natriumnitrit und Salzsäure diazotiert und dann eine Azokupplung mit N,N-Dimethylanilin durchgeführt.